# Šip (Višegrad, BiH)
Šip je naseljeno mjesto u općini Višegrad, Republika Srpska, BiH.

## Stanovništvo
Nacionalni sastav stanovništva 1991. godine, bio je sljedeći:
| Narod     | Broj stanovnika |
| --------- | --------------- |
| Muslimani | 31              |
| Srbi      | 6               |
| Ukupno    | 37              |